# Daniel Pierre
Pour les articles homonymes, voir Pierre.
Daniel Pierre (né Gaston Joseph Daniel Pierre le 17 février 1891 à Ouainville et mort le 21 janvier 1979 à Grainville-la-Teinturière) est un athlète français, spécialiste du lancer du disque et du lancer du poids.

## Biographie
Il remporte deux titres de champion de France du lancer du disque en 1925 et en 1927 ainsi qu'un titre de champion de France du lancer du poids en 1921. 
Il participe au concours du lancer du disque des Jeux olympiques de 1920 à Anvers ainsi qu'aux concours de lancer de disque et de poids aux Jeux olympiques de 1924 à Paris ; il s'incline à chaque fois en qualifications.

### Palmarès
- Championnats de France d'athlétisme :
  - vainqueur du lancer du poids en 1921
  - vainqueur du lancer du disque en 1925 et en 1927

### Records
| Épreuve          | Performance | Lieu | Date |
| ---------------- | ----------- | ---- | ---- |
| Lancer du poids  | 13,88 m     |      | 1930 |
| Lancer du disque | 43,30 m     |      | 1925 |